# 149-й меридіан східної довготи
149-й меридіан східної довготи — лінія довготи, що лежить на 149 градусів східніше Гринвіцького меридіана. Вона проходить від Північного полюса через Північний Льодовитий океан, Азію, Тихий океан, Австралазію, Південний океан та Антарктиду до Південного полюса.
149-й меридіан східної довготи формує велике коло разом із 31-шим меридіаном західної довготи.

## Список географічних об'єктів, що перетинає 149° сх. д.
Починаючи на Північному полюсі та рухаючись до Південного полюса, 149-й меридіан східної довготи проходить через:
| Координати                                                   | Країна, територія або море | Примітки |
| ------------------------------------------------------------ | -------------------------- | --- |
| 90°0′ пн. ш. 149°0′ сх. д. / 90.000° пн. ш. 149.000° сх. д.  | Північний Льодовитий океан | |
| 76°44′ пн. ш. 149°0′ сх. д. / 76.733° пн. ш. 149.000° сх. д. | Росія                      | Проходить через острів Беннетта                                                                                                |
| 76°39′ пн. ш. 149°0′ сх. д. / 76.650° пн. ш. 149.000° сх. д. | Східносибірське море       | |
| 75°13′ пн. ш. 149°0′ сх. д. / 75.217° пн. ш. 149.000° сх. д. | Росія                      | Проходить через острів Новий Сибір                                                                                             |
| 74°43′ пн. ш. 149°0′ сх. д. / 74.717° пн. ш. 149.000° сх. д. | Східносибірське море       | |
| 72°14′ пн. ш. 149°0′ сх. д. / 72.233° пн. ш. 149.000° сх. д. | Росія                      | |
| 59°27′ пн. ш. 149°0′ сх. д. / 59.450° пн. ш. 149.000° сх. д. | Охотське море              | Тауйська губа |
| 59°10′ пн. ш. 149°0′ сх. д. / 59.167° пн. ш. 149.000° сх. д. | Росія                      | Проходить через острів Спафарьєва[en]                                                                                          |
| 59°7′ пн. ш. 149°0′ сх. д. / 59.117° пн. ш. 149.000° сх. д.  | Охотське море              | Проходить східніше японського острова Ітуруп, окупованого Росією                                                               |
| 45°30′ пн. ш. 149°0′ сх. д. / 45.500° пн. ш. 149.000° сх. д. | Тихий океан                | Проходить західніше острова Нарагі, Папуа Нова Гвінея Проходить західніше острова Унеа[de], Папуа Нова Гвінея                  |
| 5°28′ пд. ш. 149°0′ сх. д. / 5.467° пд. ш. 149.000° сх. д.   | Папуа Нова Гвінея          | Проходить через острови Нова Британія і Араве[en]                                                                              |
| 6°9′ пд. ш. 149°0′ сх. д. / 6.150° пд. ш. 149.000° сх. д.    | Соломонове море            | |
| 9°3′ пд. ш. 149°0′ сх. д. / 9.050° пд. ш. 149.000° сх. д.    | Папуа Нова Гвінея          | Проходить через Нову Гвінею |
| 10°16′ пд. ш. 149°0′ сх. д. / 10.267° пд. ш. 149.000° сх. д. | Тихий океан                | Коралове море — проходить через острови Коралового моря, Австралія                                                             |
| 20°14′ пд. ш. 149°0′ сх. д. / 20.233° пд. ш. 149.000° сх. д. | Австралія                  | Квінсленд — проходить через острів Вітсандей                                                                                   |
| 20°19′ пд. ш. 149°0′ сх. д. / 20.317° пд. ш. 149.000° сх. д. | Тихий океан                | Коралове море |
| 20°55′ пд. ш. 149°0′ сх. д. / 20.917° пд. ш. 149.000° сх. д. | Австралія                  | Квінсленд Новий Південний Уельс Австралійська столична територія — проходить західніше Канберри Новий Південний Уельс Вікторія |
| 37°47′ пд. ш. 149°0′ сх. д. / 37.783° пд. ш. 149.000° сх. д. | Тихий океан                | |
| 60°0′ пд. ш. 149°0′ сх. д. / 60.000° пд. ш. 149.000° сх. д.  | Південний океан            | |
| 68°21′ пд. ш. 149°0′ сх. д. / 68.350° пд. ш. 149.000° сх. д. | Антарктида                 | Проходить через Австралійську антарктичну територію (претендує Австралія)                                                      |